# Cattedrale di San Bonaventura (Banja Luka)
La cattedrale di San Bonaventura si trova nella città di Banja Luka, in Bosnia ed Erzegovina ed è sede della diocesi di Banja Luka.

## Storia
La prima cattedrale è stata costruita tra il 1885 ed il 1887 in stile gotico, ma, gravemente danneggiata nel terremoto del 1969, fu completamente demolita. L'odierna cattedrale è stata costruita tra il 1972 ed il 1973 per volere dell'allora vescovo della diocesi Alfred Pichler, in forma di tenda, a significare le sofferenze che la popolazione ha dovuto subire a causa del terremoto. Il campanile, con 5 campane e l'orologio, risale al 1990.
Durante la guerra bosniaca l'edificio ha subito gravi danni: al termine del restauro (2001), la cattedrale è stata nuovamente inaugurata.